# アニ・マーミン
アニ・マーミン(Ani Ma'amin,ヘブライ語表記は אני מאמין)とは"私は信じる" を意味する一節、またそれを元とする楽曲である。アニ・マミンとも表記される。

## 概要
出典はモーシェ・ベン＝マイモーンが記した『ミシュネー・トーラー』に出てくるユダヤ教の信仰箇条(Jewish principles of faith)の中の一節である。